# Шуплива карпа
Шуплива карпа, още Пръстенът на Крали Марко или Марков пръстен (на македонска литературна норма: Прстенот на Крали Марко, Шуплива карпа, Марков пръстен), е мегалитна антропоморфна скала, намираща се на 350 m южно по права линия от автомобилен път Е-871, при отбивката за село Стрезовце, Република Македония.

## Описание и особености
Скалата е висока 20 m и широка 5 m. Местната легенда за мястото гласи, че скалата е донесена на това място от Крали Марко, който я е пренесъл, балансирайки я на върха на пръста си от съседното село Клечевце. Легендата е част от епоса за Крали Марко, в частта с борбите му с Муса Кесанджия и долитането му в Стрезовце от Прилеп. Народният герой я хвърлил в полето до село Стрезовце и така от край време, тя стои на това място. С мястото е свързано и народно поверие, че ако бездетна жена мине през отвора в скалата ще забременее, което привлича и много съвременни поклонници, които идват на място да се провират за здраве.

## Датиране
Липсват данни за датиране на обекта. Предполага се че е свързан с другите праисторически светилища от района на Кумановско.